# Фламмаріон (видавництво)
Видавнича група «Фламмаріо́н» (фр. groupe Flammarion) — четвертий за величиною видавничий концерн Франції, який складається з численних окремих видавництв.

## Історія
Видавнича група об'єдналася навколо однойменного видавництва «Фламмаріон», заснованого в 1876 році Ернестом Фламмаріоном, братом відомого астронома й письменника Каміля Фламмаріона. Видавництво було створене в першу чергу для публікації праць Каміля Фламмаріона, книжки якого були дуже популярними й стали справжніми бестселерами свого часу.
Прибутки з цих видань дозволили видавництву значно розширитись і утвердитись.
Сьогодні, окрім окремих видавництв, до групи входять підприємства з розповсюдження та роздрібного продажу книжкової продукції, а також друкарні.
З 2000 року видавнича група Фламмаріон в свою чергу належить італійському концернові RCS MediaGroup.

## Основні видавництва, що входять до групи «Фламмаріон»
- Flammarion
- Casterman
- J'ai lu
- Librio
- LT Lanore
- Fluide glacial
- Delagrave
- Arthaud
- Pygmalion

## Серія Ґарньє-Фламмаріон
Особливо популярною є серія видавництва «Ґарньє-Фламмаріон» (фр. Garnier-Flammarion або фр. GF), створена разом з видавництвом Ґарньє. В цій серії виходять переважно класичні автори, окрім тексту завжди є науковий апарат. Кишеньковий формат робить книжки серії досить дешевими.